# I-čchun (Chej-lung-ťiang)
I-čchun (čínsky pchin-jinem Yīchūn, znaky 伊春) je městská prefektura v Čínské lidové republice. Leží v provincii Chej-lung-ťiang v severovýchodní Číně u hranice s Ruskou federací.
Rozloha celé prefektury je necelých 33 tisíc čtverečních kilometrů a žije v ní téměř devět set tisíc obyvatel.

## Administrativní členění
Městská prefektura I-čchun se, od reorganizace v polovině roku 2019, člení na deset celků okresní úrovně, a sice čtyři městské obvody, jeden městský okres a pět okresů.
| I-mej Wu-cchuej Jou-chao Ťin-lin okres · Ťia-jin okres · Tchang-wang okres · Feng-lin okres · Ta-čching-šan okres · Nan-čcha městský okres · Tchie-li |          |                       |             |                                         |
| Název | Název    | Počet obyvatel (2020) | Rozloha km² | Hustota zalidnění (obyv. na km²) (2020) |
| český přepis | znaky    | Počet obyvatel (2020) | Rozloha km² | Hustota zalidnění (obyv. na km²) (2020) |
| Městské obvody |          |                       |             |                                         |
| I-mej | 伊美区   | 173 320               | 2 762       | 63                                      |
| Wu-cchuej | 乌翠区   | 72 259                | 2 397       | 30                                      |
| Jou-chao | 友好区   | 54 302                | 3 018       | 18                                      |
| Ťin-lin | 金林区   | 60 466                | 2 264       | 26                                      |
| Městský okres |          |                       |             |                                         |
| Tchie-li | 铁力市   | 225 960               | 3 840       | 59                                      |
| Okresy |          |                       |             |                                         |
| Tchang-wang | 汤旺县   | 33 245                | 2 180       | 15                                      |
| Feng-lin | 丰林县   | 62 214                | 2 869       | 22                                      |
| Nan-čcha | 南岔县   | 82 895                | 3 012       | 28                                      |
| Ta-čching-šan | 大箐山县 | 57 697                | 3 613       | 16                                      |
| Ťia-jin | 嘉荫县   | 56 523                | 6 777       | 8                                       |
| |          |                       |             |                                         |
| Celkem | Celkem   | 878 881               | 32 831      | 27                                      |

## Partnerská města
- Azuga, Rumunsko (16. červen 2013)

- Bad Wildungen, Německo (25. srpen 1988)

- Birobidžan, Rusko (18. květen 2011)
- Camrose, Kanada (9. srpen 2015)
- Kemijärvi, Finsko (22. září 2017)